# Pet Shop Boys
Pet Shop Boys est un duo britannique de synthpop, formé en 1981 à Chelsea (Londres). Il se compose de Neil Tennant au chant, au clavier et occasionnellement à la guitare, et de Chris Lowe au synthétiseur et occasionnellement au chant. Leur style musical évolue entre disco, new wave, house et dance-pop.
Avec plus de cent millions de disques  vendus à travers le monde, Pet Shop Boys est le plus prolifique duo anglais de l'histoire musicale d'après le Livre Guinness des records. Il compte de nombreux succès, tels que West End Girls (1984), Suburbia (1986), It's a Sin (1987), What Have I Done to Deserve This? (avec Dusty Springfield, 1987) et New York City Boy (1999). Les reprises des titres Always on My Mind (1987) et Go West (1993) sont également acclamées.

## Biographie

### Débuts (1981-1984)
Neil Tennant, alors rédacteur pour Marvel Comics UK, et Chris Lowe, étudiant en architecture à l'Université de Liverpool, se rencontrent dans un magasin d'électronique de Chelsea, un quartier de l'ouest de Londres le 19 août 1981. Leur passion commune pour la musique dance et les synthétiseurs les pousse à écrire des chansons, tout d'abord sous le nom de West End puis de Pet Shop Boys,. En 1982, ils décident d'enregistrer leur première maquette, mais il faudra attendre le 9 avril 1984 pour que paraisse leur premier 45 tours, West End Girls, produit par Bobby Orlando, rencontré en 1983. Ce dernier produira le titre sur son propre label Bobcat Records. Le succès attendu n'est pas au rendez-vous, excepté en Belgique, en France ainsi que dans les discothèques de Los Angeles et San Francisco,.
Le groupe donne son premier concert[source insuffisante] le 24 septembre 1984 au club The Fridge, situé à Brixton, un quartier au sud de Londres.

### Premiers albums et succès (1985-1999)
En 1985, ils quittent Bobby Orlando et signent avec Parlophone, une division du label EMI,.
Le 1er juillet 1985 sort le premier 45 tours estampillé Parlophone, Opportunities (Let's Make Lots of Money), produit par J.J. Jeczalik et Nicholas Froome, mais à nouveau le titre ne retient pas l'attention du public. Le duo se tourne alors vers le producteur américain Stephen Hague afin de réaliser une nouvelle version de West End Girls.
En 1987, lors du lancement du single It's a Sin, Jonathan King accuse les Pet Shop Boys de plagiat dans les colonnes du journal The Sun : selon lui, la mélodie proviendrait de la chanson Wild World de Cat Stevens. Afin de soutenir ses affirmations, il publie sa propre version de Wild World en utilisant l'arrangement musical de It's a Sin, mais cette démonstration est un échec. Le groupe gagne le procès intenté et fait don des dommages et intérêts obtenus à une œuvre de charité[source insuffisante]. La même année, ils atteignent la première place des classements britanniques ainsi que la quatrième aux États-Unis avec une reprise du titre Always on My Mind, chanson country initialement créée par Brenda Lee et reprise par Elvis Presley en 1972.
En 1988, Pet Shop Boys compose le titre I'm not scared pour le groupe Eight Wonder, avec la chanteuse Patsy Kensit. Le single remporte un bon succès en France, en Italie, en Suisse, en Allemagne et au Royaume-Uni, où il réussit à entrer dans le top 10 des singles les plus vendus.
Les Pet Shop Boys ont inclus leur version de la chanson sur leur album Introspective, sorti fin 1988
En mars 1991 sort Where the Streets Have No Name (I Can't Take My Eyes off You), un medley  entre Where the Streets Have No Name de U2 et Can't Take My Eyes Off You de Frankie Valli.
On trouve des allusions à l'homosexualité dans un certain nombre de leurs chansons et clips[réf. nécessaire].
En 1993, ils reprennent le titre Go West, qui est à l'origine une chanson du groupe Village People. Cette version a été utilisée entre 1996 et 2000 comme génériques des matchs de football sur TF1[réf. nécessaire] et a été reprise pour composer l'hymne du Paris Saint-Germain.

### Projets récents (depuis 2000)
En 2008, It's a Sin est utilisé dans le film Bronson du réalisateur Nicolas Winding Refn.
Du 17 mars 2011 au 26 mars 2011, Neil Tennant et Chris Lowe créent The Most Incredible Thing au Sadler's Wells Theatre de Londres. Il s'agit d'un ballet, inspiré d'un conte éponyme du romancier et poète Hans Christian Andersen, chorégraphié par Javier De Frutos et scénographié par Matthew Dunster. Le 1er juillet 2011 la Chaîne de télévision BBC Four diffuse le spectacle. The Most Incredible Thing, la bande originale, est éditée le 14 mars 2011. Face au succès rencontré, la troupe réinvestit le théâtre du 25 mars 2012 au 7 avril 2012.
Le 12 août 2012, le groupe interprète West End Girls lors de la cérémonie de clôture des Jeux olympiques de Londres.
En mars 2013, après 28 ans de partenariat, le groupe quitte Parlophone pour rejoindre le Kobalt Label Services, via leur propre label X2 (Times two). La même année, le titre West End Girls fait partie de la bande originale du jeu GTA V.
Le 23 juillet 2014, dans le cadre des BBC Proms, les Pet Shop boys présentent leur nouveau projet musical, A Man from the Future, au Royal Albert Hall de Londres. Celui-ci est basé sur la vie et l'œuvre du mathématicien et informaticien Alan Turing et se divise en huit parties. Juliet Stevenson, Chrissie Hynde, l'Orchestre symphonique de la BBC ainsi que le Chœur de la BBC participent au projet. Le jour du concert, BBC Radio 3 diffuse en direct l'événement.

## Discographie

### Albums studio
- 1986 - Please
- 1987 - Actually
- 1988 - Introspective
- 1990 - Behaviour
- 1993 - Very
- 1993 - Relentless (avec une édition spéciale de Very et ré-édité seul en 2023)[36]
- 1996 - Bilingual
- 1999 - Nightlife
- 2002 - Release
- 2006 - Fundamental
- 2009 - Yes
- 2012 - Elysium
- 2013 - Electric
- 2016 - Super
- 2020 - Hotspot
- 2024 - Nonetheless[37]

### Albums de remixes
- 1986 - Disco
- 1994 - Disco 2
- 2003 - Disco 3
- 2007 - Disco 4

### Albums faces B et titres bonus
- 1995 : Alternative
- 2012 : Format

### Bandes originales
- 2001 : Closer to Heaven
- 2005 : Battleship Potemkin
- 2011 : The Most Incredible Thing

### EP
- 2009 : Christmas
- 2019 : Agenda
- 2019 : Musik (Featuring Frances Barber)
- 2021 : My Beautiful Launderette
- 2023 : Lost

### Albums live
- 2006 : Concrete
- 2010 : Pandemonium
- 2019 : Inner Sanctum: Live at the Royal Opera House, 2018
- 2021 : Discovery: Live in Rio 1994

### Compilations
| Titre                                        | Date de sortie    | Label                 | Format                      |
| -------------------------------------------- | ----------------- | --------------------- | --------------------------- |
| In Depth                                     | 1er juin 1989     | EMI                   | CD                          |
| Discography - The Complete Single Collection | 4 novembre 1991   | Parlophone            | 2LP, K7, CD                 |
| Originals                                    | 7 avril 1997      | Parlophone, Emi       | 3CD                         |
| Essential                                    | 31 mars 1998      | Emi                   | CD                          |
| Mini                                         | 23 janvier 2000   | Parlophone, Toshiba   | CD                          |
| Lively Tracks                                | 21 août 2001      | EMI                   | 2LP                         |
| PopArt - The Hits                            | 24 novembre 2003  | Parlophone, EMI       | 2CD, 3CD, 3LP               |
| Back to Mine                                 | 25 avril 2005     | DMC                   | 2CD                         |
| Pet Shop Boys Story - 25 Years of Hits       | 8 mars 2009       | Parlophone            | CD                          |
| Party                                        | 4 novembre 2009   | Son Livre, Parlophone | CD                          |
| Ultimate Pet Shop Boys                       | 1er novembre 2010 | Parlophone            | CD, CD+DVD                  |
| Smash: The Singles 1985-2020                 | 16 juin 2023      | Parlophone            | 3CD, 3CD+3Blu-ray, 6LP, 3K7 |

### Singles
| Année | Titre                                                         | Album                                                |
| ----- | ------------------------------------------------------------- | ---------------------------------------------------- |
| 1984  | West End Girls Version de Bobby Orlando                       | Single uniquement                                    |
| 1984  | One More Chance                                               | Single uniquement                                    |
| 1985  | Opportunities (Let's Make Lots Of Money)                      | Single uniquement                                    |
| 1985  | West End Girls (version de Stephen Hague)                     | Please                                               |
| 1986  | Love Comes Quickly                                            | Please                                               |
| 1986  | Opportunities (Let's Make Lots Of Money)                      | Please                                               |
| 1986  | Suburbia                                                      | Please                                               |
| 1986  | Paninaro (Italie uniquement)                                  | Single uniquement                                    |
| 1987  | It's a Sin                                                    | Actually                                             |
| 1987  | What Have I Done To Deserve This? (avec Dusty Springfield)    | Actually                                             |
| 1987  | Rent                                                          | Actually                                             |
| 1987  | Always on My Mind                                             | Single uniquement                                    |
| 1988  | Heart                                                         | Actually                                             |
| 1988  | Domino Dancing                                                | Introspective                                        |
| 1988  | Left to My Own Devices                                        | Introspective                                        |
| 1989  | It's Alright                                                  | Introspective                                        |
| 1990  | So Hard                                                       | Behaviour                                            |
| 1990  | Being Boring                                                  | Behaviour                                            |
| 1990  | How Can You Expect To Be Taken Seriously?                     | Behaviour                                            |
| 1991  | Where the Streets Have No Name (I Can't Take My Eyes off You) | Single uniquement                                    |
| 1991  | Jealousy                                                      | Behaviour                                            |
| 1991  | DJ Culture                                                    | Discography - The Complete Single Collection         |
| 1992  | Was It Worth It?                                              | Discography - The Complete Single Collection         |
| 1993  | Can You Forgive Her?                                          | Very                                                 |
| 1993  | Go West                                                       | Very                                                 |
| 1993  | I Wouldn't Normally Do This Kind Of Thing                     | Very                                                 |
| 1994  | Liberation                                                    | Very                                                 |
| 1994  | Absolutely Fabulous                                           | Single uniquement                                    |
| 1994  | Yesterday, When I Was Mad                                     | Very                                                 |
| 1995  | Paninaro '95                                                  | Single uniquement                                    |
| 1996  | Before                                                        | Bilingual                                            |
| 1996  | Se A Vida É (That's The Way Life Is)                          | Bilingual                                            |
| 1996  | Single-Bilingual                                              | Bilingual                                            |
| 1997  | A Red Letter Day                                              | Bilingual                                            |
| 1997  | Somewhere                                                     | Single uniquement                                    |
| 1999  | I Don't Know What You Want But I Can't Give It Any More       | Nightlife                                            |
| 1999  | New York City Boy                                             | Nightlife                                            |
| 2000  | You Only Tell Me You Love Me When You're Drunk                | Nightlife                                            |
| 2002  | Home and Dry                                                  | Release                                              |
| 2002  | I Get Along                                                   | Release                                              |
| 2003  | London (Allemagne uniquement)                                 | Release                                              |
| 2003  | Miracles                                                      | PopArt - The Hits                                    |
| 2004  | Flamboyant                                                    | PopArt - The Hits                                    |
| 2006  | I'm with Stupid                                               | Fundamental                                          |
| 2006  | Minimal                                                       | Fundamental                                          |
| 2006  | Numb                                                          | Fundamental                                          |
| 2007  | She's Madonna (avec Robbie Williams)                          | Rudebox                                              |
| 2009  | Love Etc.                                                     | Yes                                                  |
| 2009  | Did You See Me Coming?                                        | Yes                                                  |
| 2009  | Beautiful People (Allemagne uniquement)                       | Yes                                                  |
| 2009  | All Over the World (nouvelle version)                         | Édité sur Christmas uniquement                       |
| 2009  | It Doesn't Often Snow at Christmas (nouvelle version)         | Édité sur Christmas                                  |
| 2010  | Love Life (Royaume-Uni uniquement)                            | 7" édité à l'occasion du Record Store Day            |
| 2010  | Together                                                      | Ultimate Pet Shop Boys                               |
| 2012  | Winner                                                        | Elysium                                              |
| 2012  | Leaving                                                       | Elysium                                              |
| 2012  | Memory of the Future                                          | Elysium                                              |
| 2013  | Axis (téléchargement numérique uniquement)                    | Electric                                             |
| 2013  | Vocal                                                         | Electric                                             |
| 2013  | Love Is a Bourgeois Construct                                 | Electric                                             |
| 2013  | Thursday (Featuring Example)                                  | Electric                                             |
| 2014  | Fluorescent (Royaume-Uni uniquement)                          | Maxi 45 tours édité à l'occasion du Record Store Day |
| 2016  | The Pop Kids                                                  | Super                                                |
| 2016  | Twenty-something                                              | Super                                                |
| 2016  | Inner Sanctum                                                 | Super                                                |
| 2016  | Say it to Me                                                  | Super                                                |
| 2019  | Dreamland (Featuring Years & Years)                           | Hotspot                                              |
| 2019  | Burning The Heather                                           | Hotspot                                              |
| 2020  | Monkey Business                                               | Hotspot                                              |
| 2020  | I Don't Wanna                                                 | Hotspot                                              |
| 2021  | Cricket Wife                                                  | Single uniquement                                    |
| 2022  | Purple Zone (avec Soft Cell)                                  | Single uniquement                                    |

### Remixes pour d'autres artistes
- 1994 : Blur - Girls & Boys (Pet Shop Boys remix).
- 1995 : David Bowie - Hallo Spaceboy (Pet Shop Boys remix).
- 2004 : Rammstein - Mein Teil (there are no guitars on this mix by Pet Shop Boys) / Mein Teil (you are what you eat edit remix by Pet Shop Boys).
- 2006 : Madonna - Sorry (Pet Shop Boys maxi-mix).
- 2007 : The Killers - Read My Mind (Pet Shop Boys stars are blazing mix).
- 2008 : MGMT – Kids (Pet Shop Boys synthpop remix).
- 2009 : Lady Gaga - Eh, Eh (Nothing Else I Can Say) (Pet Shop Boys remix).

### Vidéographie
- 1986 : Televisions - VHS et Laserdisc (6 clips et 9 extraits de diverses prestations télévisées)
- 1988 : Showbusiness - VHS (6 vidéoclips)
- 1988 : I like it here, wherever it is - VHS et Laserdisc (4 vidéoclips + 1 pub) - Japon uniquement
- 1989 : It couldn't happen here - VHS et Laserdisc (film musical de Jack Bond avec et basé sur l'univers musical des Pet Shop Boys - sortie cinéma le 8 juillet 1988)
- 1990 : Highlights / Pet Shop Boys on tour / MCMLXXXIX - VHS (8 vidéos live) (Laserdisc uniquement au Japon en 1991)
- 1991 : Promotion - VHS et Laserdisc (7 vidéoclips) (Laserdisc uniquement au Japon)
- 1991 : Videography - VHS et Laserdisc (18 vidéoclips - (Laserdisc uniquement au Japon avec 19 vidéoclips) (1996, version VCD, 15 vidéoclips)
- 1992 : Performance - VHS et Laserdisc (concert du Performance Tour - 19 titres)
- 1993 : Projections / Derek Jarman / Pet Shop Boys - VHS (9 vidéos réalisées par Derek Jarman pour le MCMLXXXIX Pet Shop Boys on tour)
- 1995 : Various - VHS et Laserdisc (7 vidéoclips)
- 1995 : Discovery Live In Rio - VHS et Laserdisc (concert du Discovery Tour - 21 titres) (Laserdisc sorti en 1996)
- 1997 : Somewhere In Concert - VHS, DVD et double VCD (concert du Concert at the Savoy Theatre (14 titres + entretien et documentation)
- 2001 : Montage / The Nightlife Tour - DVD (concert du Nightlife Tour - 22 titres + 14 MONTAGE vidéosprojections + 4 clips dont un caché)
- 2002 : Home and dry - DVD (Home and dry single vidéoclip + 2 pistes audio)
- 2002 : I get along - DVD (I get along/E-mail single vidéoclip + 2 pistes audio)
- 2003 : PopArt - The Videos - DVD (41 vidéoclips remasterisés + commentaire de 3 heures des Pet Shop Boys)
- 2004 : Performance - The Classic 1991 Live Show Enhanced - DVD (version intégrale, remasterisée et restaurée du Performance Tour + documentaire 1991 + commentaire 2004 de 103 min des Pet Shop Boys)
- 2006 : I'm With Stupid - DVD (I'm With Stupid single vidéoclip + 3 pistes audio)
- 2006 : Minimal - DVD (Minimal single vidéoclip + 3 pistes audio)
- 2006 : A Life In Pop - DVD (documentaire de 144 min retraçant l'ensemble de la carrière des Pet Shop Boys + en extras bonus vidéos, 5 vidéoclips et 3 prestations télévisées dont la toute première performance du groupe)
- 2007 : Cubism / In Concert - DVD (concert du CubismIn Concert Tour enregistré le 14 novembre 2006 à l'auditorium national de Mexico - 26 titres + documentaire 9 min 24 + commentaire 2007 de 103 min des Pet Shop Boys + galerie photos)
- 2007 : PopArt - The videos / The Hits - 1 DVD + 2 CD (41 vidéos / 35 titres)
- 2010 : Pandemonium - DVD + CD (DVD concert du Pandemonium Tour enregistré le 21 décembre 2009 à l'O2 Arena de Londres, 22 titres + 6 extras bonus vidéos + commentaire 2010 de 98 min des Pet Shop Boys - CD live, version audio du DVD, 17 titres)
- 2010 : Ultimate Pet Shop Boys - Deluxe Edition - DVD + CD (DVD, 27 prestations à la BBC Television de 1985 à 2006 + le Glastonbury Festival Show 2010, 21 titres - CD, best of 19 titres)
- 2011 : Live In Roskilde 2009 - DVD (10 titres enregistrés lors du Festival de Roskilde, le 4 juillet 2009) - DVD disponible uniquement en Argentine et au Brésil (8 vidéoclip)
- 2012 : Best Hits Collection - DVD disponible uniquement en Argentine.
- 2025 : Dreamworld: The Greatest Hits Live - The Royal Arena Copenhagen 07.07.2023

## Tournées
- 1989 : MCMLXXXIX Tour
- 1991 : Performance Tour
- 1994 : Discovery Tour
- 1997 : Live At The Savoy Theatre / Three Weeks Residency
- 1999-2000 : Nightlife Tour
- 2002 : University Tour
- 2002 : Release Tour
- 2004 : In Concert Tour
- 2006-2007 : Fundamental Tour
- 2009-2010 : Pandemonium Tour
- 2011 : Progress Live Tour (1re partie de Take That) - tournée des stades
- 2013-2015 : Electric Tour
- 2016-2019 : Super Tour
- 2022-2024 : Dreamworld: The Greatest Hits Live

## Récompenses
- En 1987, la chanson West End Girls fut récompensée par le Brit Award du meilleur single britannique de l'année[38].
- En 1988, le groupe fut récompensé par le Brit Award du meilleur groupe britannique de l'année[39].
- En 2009, le groupe a reçu un Brit Award spécial pour sa « contribution remarquable à la musique » (Outstanding Contribution to Music)[40].